# Ітікі-Кусікіно

І́чікі-Куші́кіно (яп. いちき串木野市, いちきくしきのし, МФА: [it͡ɕi̥kʲi ku̥ɕikʲi̥no ɕi̥]?) — місто в Японії, в префектурі Каґошіма. Розташоване в західній частині префектури, на узбережжі моря Східно-Китайського моря.   Виникло на основі середньовічного призамкового містечка самурайського роду Кусікіно. Отримало статус міста 2005 року. Площа становить 112,04 км². Станом на 1 липня 2012 року населення складало 30 538  осіб, густота населення — 273 осіб/км².  Основою економіки є сільське господарство — вирощування цитрусових, рибальство і переробка морських продуктів, суднобудування, текстильна промисловість, зокрема виробництво шовкового крепу.   

## Географія
Ітікі-Кусікіно розташоване на узбережжі моря Східно-Китайського моря. З півночі на схід містом пролягають гори Яеяма.

## Історія
На території Ітікі-Кусікіно розташовані багато пам'яток палеоліту. З IX по XI століття землі міста належали роду Омае, а з XII століття — роду Кусікіно. У XIV столітті в районі сучасного Ітікі існував замок і призамкове містечко, яке вело активну торгівлю з Китаєм і Кореєю. У XV столітті його захопив самурайський рід Сімадзу. У середині XVI століття в Ітікі проповідував християнство «апостол Японії» Франциск Ксав'єр. Розквіт району Ітікі-Кусікіно припав на періоду Едо (1603–1867). З середини XIX століття у копальнях Кусікіно видобували золото і срібло.
Місто Ітікі-Кусікіно було засноване 11 жовтня 2005 року шляхом злиття таких населених пунктів:
- міста Кусікіно (串木野市)
- містечка Ітікі повіту Хіокі (日置郡市来町)